# یواس‌ان‌اس دالتون ویکتوری (تی‌ای‌کی-۲۵۶)
یواس‌ان‌اس دالتون ویکتوری (تی‌ای‌کی-۲۵۶) (به انگلیسی: USNS Dalton Victory (T-AK-256)) یک کشتی بود که طول آن ۴۵۵ فوت (۱۳۹ متر) بود. این کشتی در سال ۱۹۴۴ ساخته شد.